# Малая Красносельская улица
Ма́лая Красносе́льская у́лица — улица в центре Москвы в Красносельском районе между железнодорожной линией и Верхней Красносельской. Здесь находится известный кондитерский концерн «Бабаевский», ведущий своё начало от товарищества «А. И. Абрикосова сыновей», основанного в 1804 году.

## Происхождение названия
Название возникло в XVIII веке. С XIV веке здесь существовало сельцо над Великим прудом, позднее — дворцовое Красное Село. В XVIII веке Красное Село вошло в состав Москвы. Определение Малая отличает улицу от Верхней и Нижней Красносельских улиц.

## Описание
Малая Красносельская улица берёт своё начало на стрелке, образованной железнодорожными линиями Ярославского направления и соединительной ветки, и проходит на юго-восток параллельно последней, справа от неё отходят 6-й и 5-й Красносельские переулки, заканчивается перекрёстком с Верхней Красносельской и улицей Лобачика.

## Здания и сооружения
по нечётной стороне:
- № 7 — Комплекс производственных зданий и сооружений компании «Объединённые кондитеры», включающий в себя исторические здания бывшего товарищества «А. И. Абрикосова сыновей», здания XX века кондитерского концерна «Бабаевский», а с 2007 года, и производство кондитерской фабрики «Красный Октябрь», переведённое сюда с Берсеневской набережной[1].
- № 7, стр. 31 — Жилой дом Абрикосовых с административными помещениями товарищества «А. И. Абрикосова сыновей» построен в 1905 году по проекту архитектора Б. Н. Шнауберта и А. М. Калмыкова (?). В настоящее время входит в комплекс зданий кондитерского концерна «Бабаевский».  Объект культурного наследия народов РФ регионального значения. Рег. № 771410330920005 (ЕГРОКН). Объект № 7737072000 (БД Викигида). Внесён в Красную книгу Архнадзора (электронный каталог объектов недвижимого культурного наследия Москвы, находящихся под угрозой), номинация — ветхость[2]. По состоянию на 2022 год в здании ведутся реставрационные работы[3].

по чётной стороне:
- № 2/8 — Научно-исследовательский и конструкторский институт энерготехники имени Н. А. Доллежаля;
- № 2/8, корпус 5 — Научно-технический центр по ядерной и радиационной безопасности ФГУ.

## Галерея

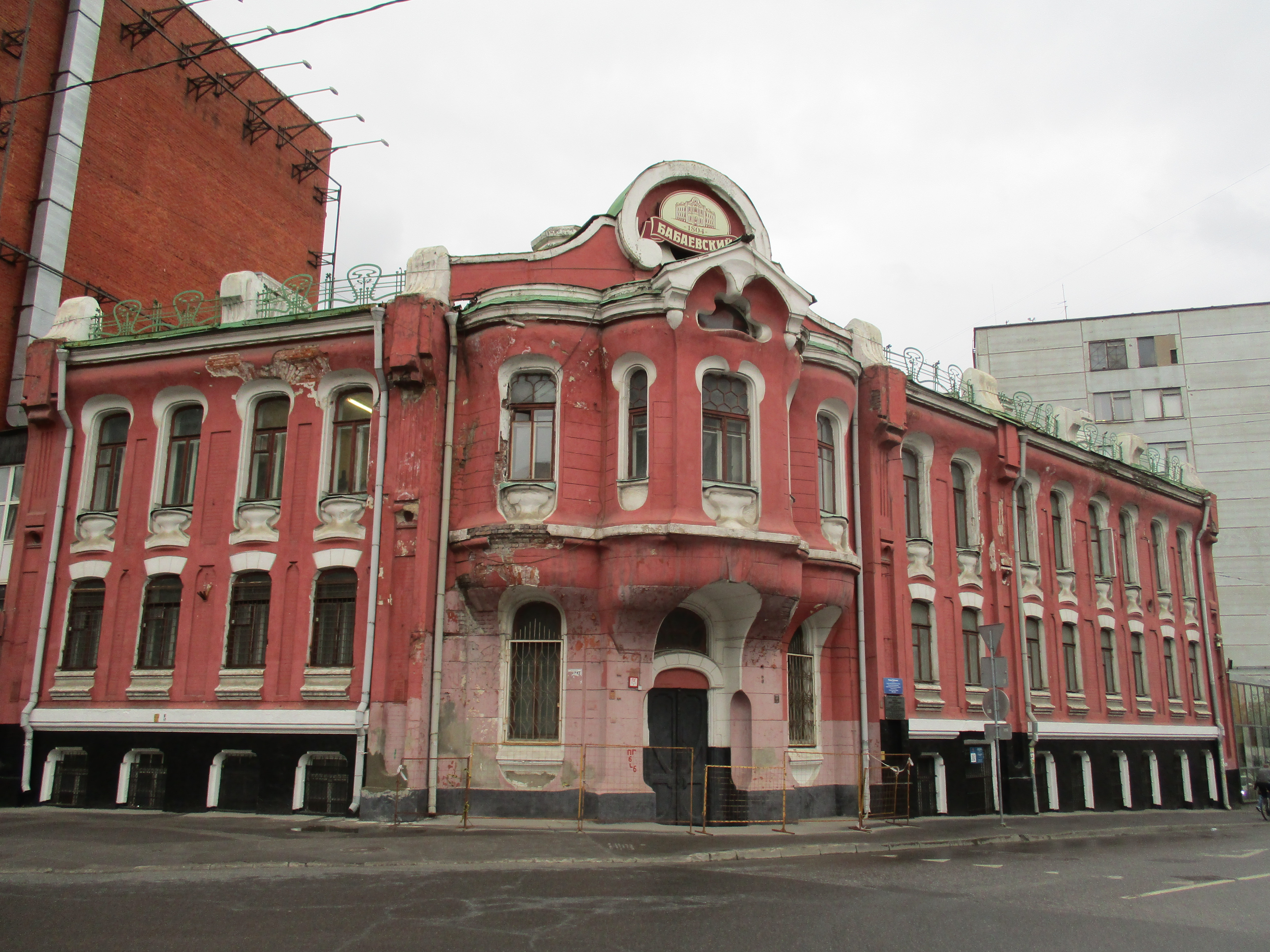
Дом Абрикосовых в 2016 году
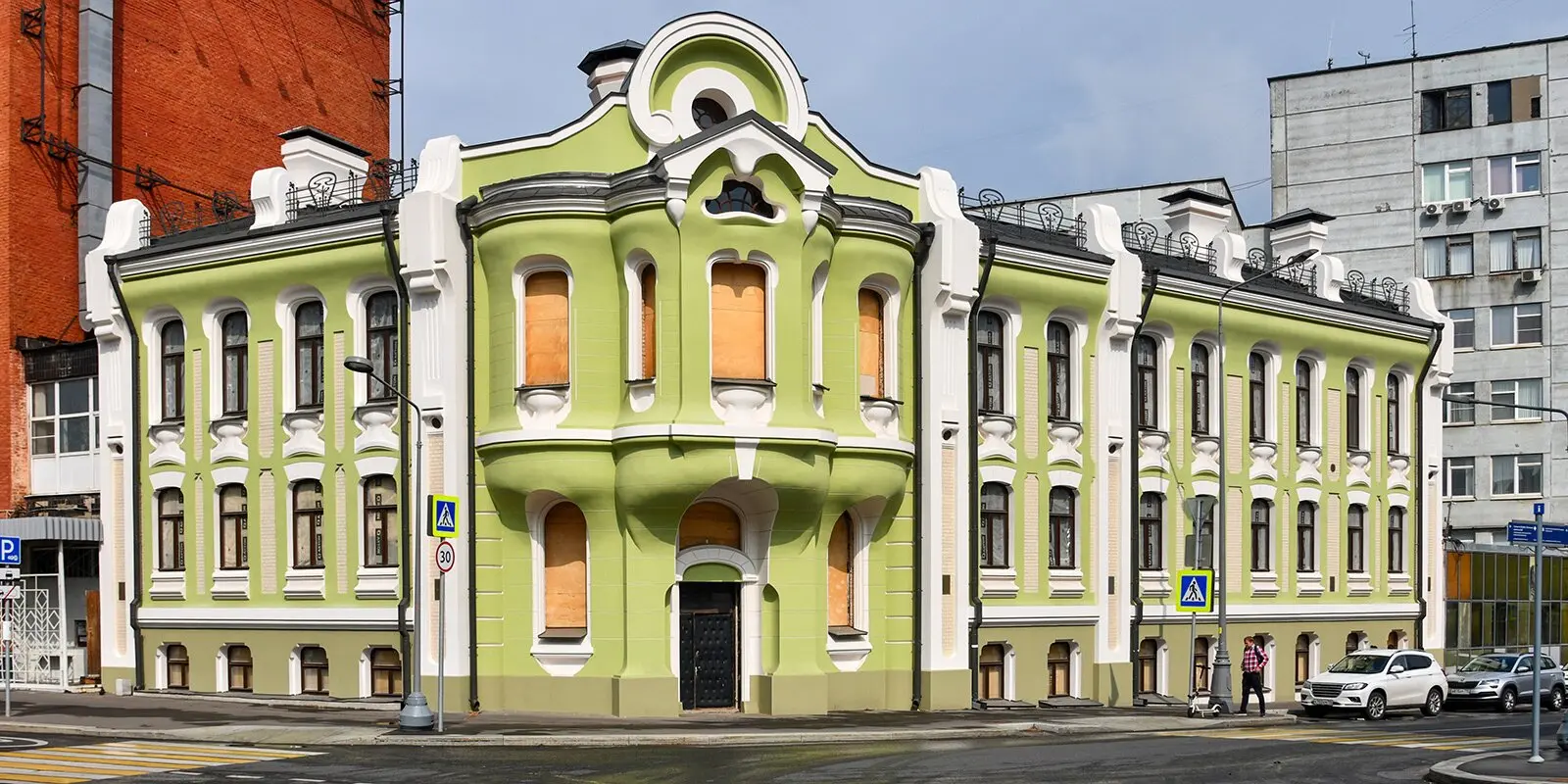
Дом Абрикосовых в 2021 году